# Albizia

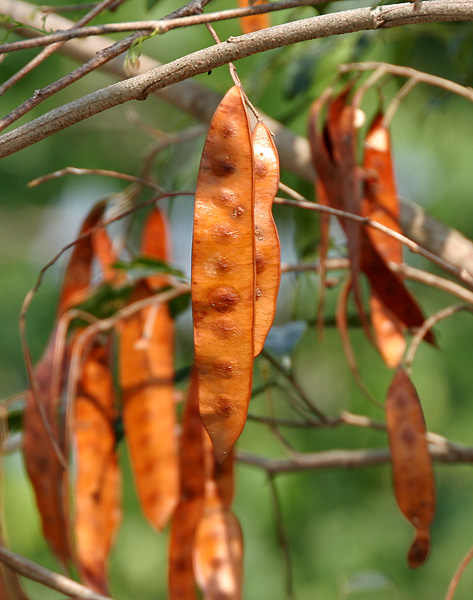
Frutos de Albizia procera en Jayanti en el Parque nacional de Buxa, la India.

Albizia es un género de unas 140 especies aceptadas, de las casi 400 descritas, de árboles y arbustos, subtropicales y tropicales, en la subfamilia de las Mimosoideae, leguminosas de la familia de las Fabaceae.
Etimología
Albizia: nombre genérico dedicado a Filippo del Albizzi, naturalista italiano del siglo XVIII.

## Descripción
Árboles o arbustos generalmente inermes, raramente trepadoras con zarcillos cortos y curvados.
Las hojas son bi-pinadas con estípulas usualmente cortas y peciolo glandular; las hojuelas son o bien pequeñas y en numerosas pares o bien grandes y en pares escasas. Las inflorescencias son cabezas globulares en panículas axilares o apicales. Las flores son hermafroditas, con un corto cáliz campanulado-cilíndrico penta-dentado y una corola cilíndrica con 5 lóbulos triangulares al final del tubo. Los estambres son numerosos, soldados en su base, con los filamentos largos y exertos y de anteras diminutas. Las flores centrales —o por lo menos una— de las cabezuelas tienen cáliz y corola mucho más grande y un tubo estaminal también más largo. El ovario es plano con un estilo largo y estrecho y un estigma diminuto. El fruto es una legumbre lineal u oblonga, recta, comprimida, indehiscente o dehiscente por sus 2 suturas longitudinales. Las semillas son ovoides u orbiculares, comprimidas y con un funículo filiforme.

## Distribución
Género pantropical, de Asia, África, Madagascar, América Central, América del Sur, sur de Norteamérica, Australia, pero mayormente en los trópicos del Viejo Mundo.

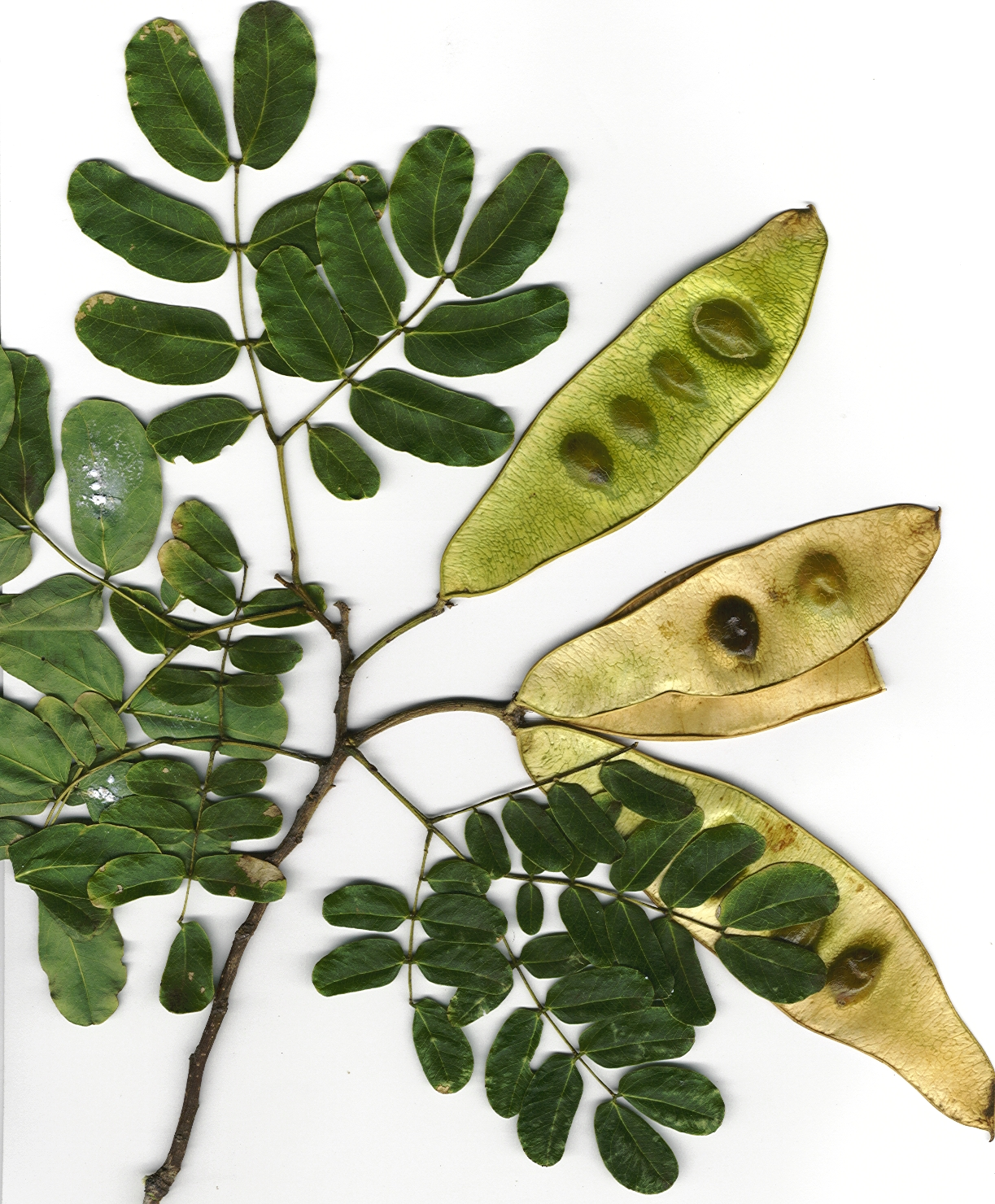
Hojas y fruto de Albizia lebbeck.

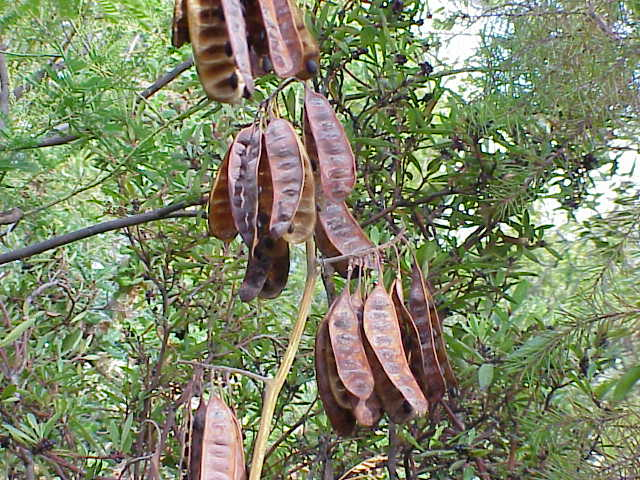
Albizia lophanta.

Una especie: la Albizia julibrissin, se extiende bien al norte en regiones templadas del este de Asia, y es de lejos el árbol más resistente a heladas, tolerando temperaturas debajo de cerca de -30 °C, y necesitando veranos adecuados de temperatura para madurar sus brotes. En Norteamérica, donde crece comúnmente como un árbol ornamental, es confundido llamándolo "mimosa", nombre correctamente usado para la especie en el género emparentado Mimosa. 
En varios Estados de Estados Unidos, A. julibrissin se ha naturalizado y se comporta como una especie invasora.
Albizia falcata (ahora Falcataria falcata) es un árbol común de sombra en plantaciones de té.

## Ecología
Las especies de Albizia son alimento de larvas de algunas polillas del género zoológico Endoclita incluyendo a E. damor, E. malabaricus y E. sericeus.

## Taxonomía
Numerosas especies ubicadas en el género Albizia por autores tempranos fueron trasladadas a otros géneros, principalmente Archidendron (arquidendron). Otros géneros de Ingeae (Abarema, Archidendropsis, Balizia, Blanchetiodendron, Calliandra, Cathormion, Enterolobium, Havardia, Hesperalbizia, Hydrochorea, Pararchidendron, Paraserianthes, Pseudosamanea y Serianthes) han recibido también su parte de supuestas especies de Albizia, así como las Mimoseae Newtonia y Schleinitzia, y Acacia[cita requerida] desde las Acacieae. Algunos supuestos "árboles de la seda" son de hecho miembros identificados erróneamente con el no estrechamente emparentado Erythrophleum desde las Caesalpinioideae y las Faboideae Lebeckia.
La delimitación de Falcataria y Pithecellobium, parientes cercanos de Albizia, es notablemente compleja, con especies que se han movido entre los géneros una y otra vez, y probablemente seguirá ocurriendo. Estos incluyen por ejemplo, la albizia de las Molucas (Falcataria falcata), un árbol de sombra común en las plataciones de té. Otros géneros estrechamente relacionados como Chloroleucon y Samanea a menudo se fusionan con Albizia totalmente.